# Boer Bavo
Boer Bavo is een Nederlandstalig liedje van de Belgische artiest Miel Cools uit 1965, op tekst van Bert Broes.
De B-kant van de single was De Vredesduif.

## Meewerkende artiesten
- Producer: Rocco Granata
- Muzikant: Miel Cools (zang, gitaar)